# WEST (tokamak)
Pour les articles homonymes, voir West.
WEST (acronyme de l'anglais W Environment in Steady-state Tokamak), auparavant nommé Tore Supra, est un tokamak français situé au centre de recherche nucléaire de Cadarache, dans les Bouches-du-Rhône, l'un des sites du Commissariat à l'énergie atomique et qui fait partie du projet de réacteur nucléaire de recherche civil à fusion nucléaire ITER.
Tore Supra a fonctionné entre 1988 et 2010. WEST fonctionne depuis 2016. C'est un des seuls tokamaks français en activité après l'arrêt du TFR (tokamak de Fontenay-aux-Roses) et de Petula (à Grenoble).

## Description
Son nom est dérivé de tore et supraconducteur, car Tore Supra est le seul parmi les grands tokamaks à disposer de bobines (aimants) supraconductrices, permettant de générer un champ magnétique important et sur une longue durée. Il est également le seul tokamak à pouvoir extraire en continu la puissance injectée dans le plasma grâce à des composants face au plasma refroidis par une boucle d'eau pressurisée,.
Tore Supra est situé à Cadarache, l'un des sites du CEA. Il a commencé son activité en 1988 et a pour objectif de produire des plasmas de longue durée ; il a détenu jusqu'à décembre 2021 le record de durée de fonctionnement continu pour un tokamak (6 minutes 30 secondes et plus de 1 000 MJ d'énergie injectés puis extraits en 2003), et a permis de tester de nombreux équipements (paroi intérieure refroidie activement, bobines supraconductrices) qui seront utilisés dans son successeur : ITER.

À partir de 2013, Tore Supra subit un programme d'amélioration et de réaménagement pour transformer le tokamak en un nouveau nommé WEST (acronyme de l'anglais  Tungstène (W) Environment in Steady-state Tokamak) qui a produit son premier plasma en décembre 2016, étape importante pour ITER.

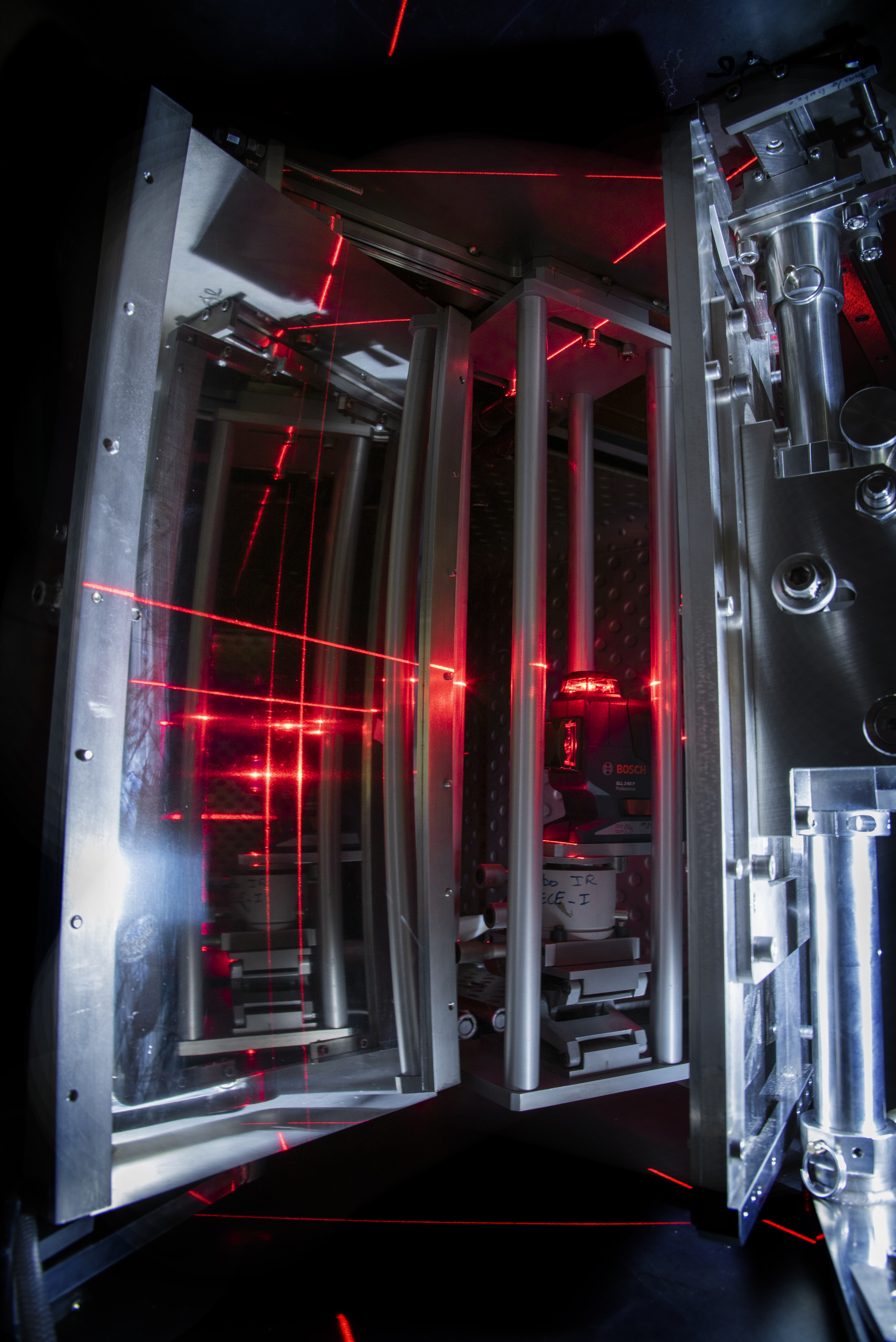
Alignement optique d'un diagnostic RADAR dans le tokamak WEST.
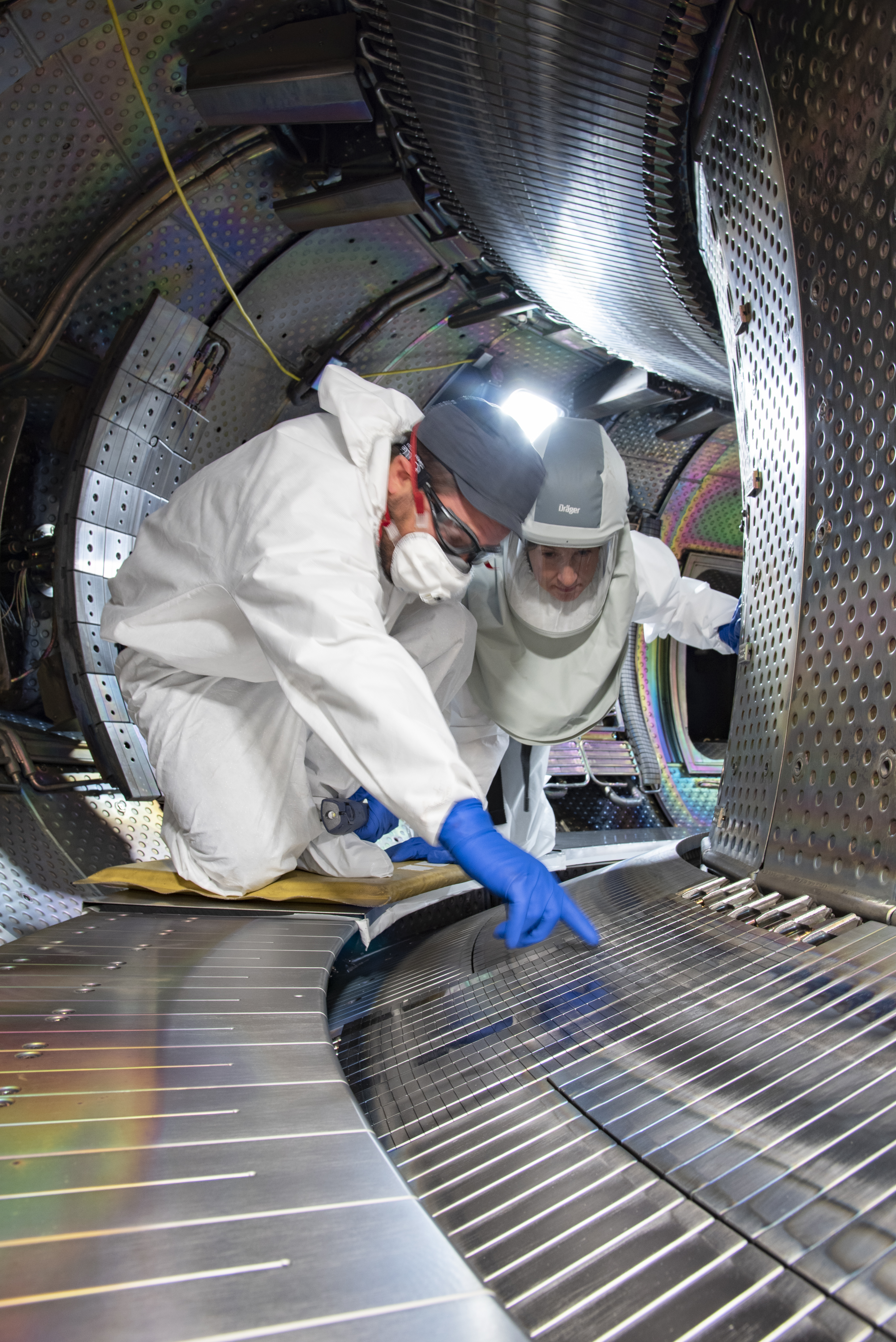
Inspection des composants face au plasma en tungstène dans le tokamak WEST.
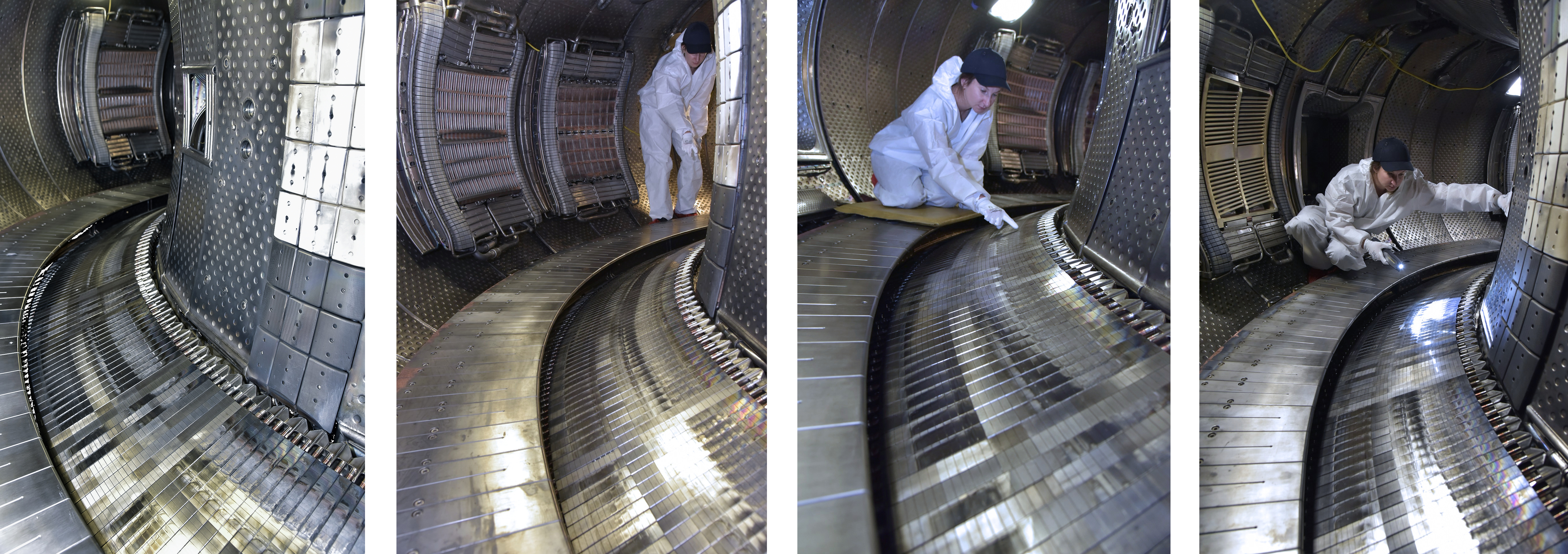
Inspection du divertor du tokamak WEST.

### Principales caractéristiques
- Grand rayon du plasma : 2,40 m
- Petit rayon du plasma typique : 0,72 m
- Volume du plasma : 25 m3
- Champ magnétique toroïdal maximal, au centre du plasma : 4,2 T (utilisation courante : < 3,8 T )
- Courant plasma maximal : 1,5 MA
- Durée potentielle de la décharge : 1 000 s
- Chauffage additionnel du plasma (par ondes HF) : 20 MW (utilisation courante : 10 MW)

## Performances
Le 19 février 2025, le réacteur expérimental West réussit à maintenir son plasma à 50 millions de degrés pendant plus de 22 minutes (1 337 secondes exactement), améliorant ainsi de 25 % le précédent record obtenu quelques semaines auparavant par le tokamak chinois EAST.